# 伊朗蒿
伊朗蒿（学名：Artemisia persica）为菊科蒿属的植物。分布在印度、巴基斯坦、阿富汗、俄罗斯、伊朗、克什米尔以及中国大陆的青海、西藏等地，生长于海拔2,900米至3,300米的地区，多生于砾质坡地和沙地，目前尚未由人工引种栽培。

## 别名
波斯蒿（俗称）

## 异名
- Artemisia persica Boiss. var. subspinescens (Boiss.) Boiss.